# 寵物墓地

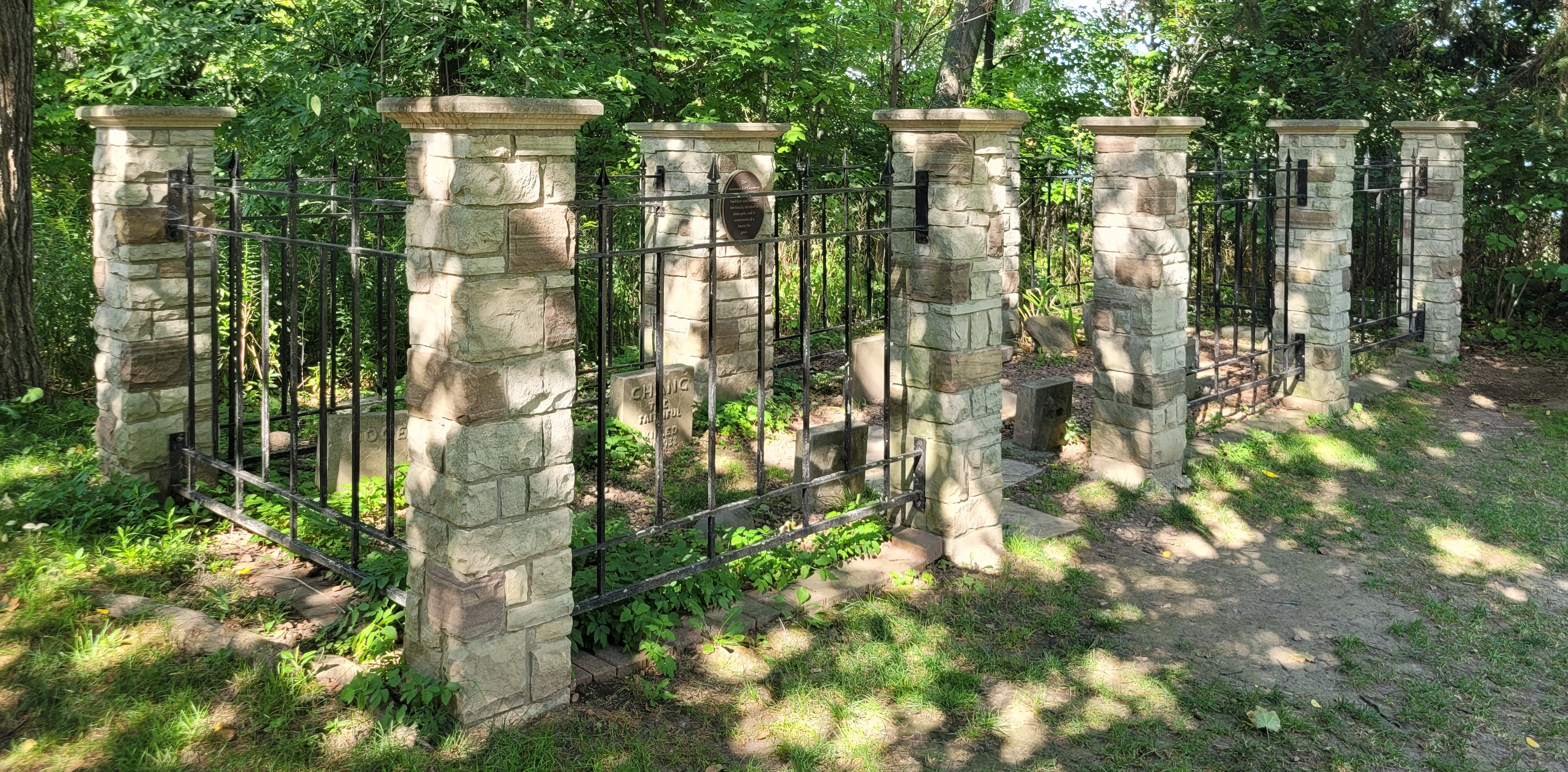
寵物墓地, 密西沙加

宠物墓地是指宠物的墳場。在一些墓地，例如美國马里兰州银泉，人类和动物的遗骸可能会被埋葬在一起。人类自古以來就有埋葬动物遗体的傳統。例如古埃及人将被他们视为神灵的猫做成木乃伊并加以埋葬。人們還在以色列亚实基伦的阿什克倫國家公園发现了已知古代世界最大的狗的墓地。